# Кондратьев, Кирилл Яковлевич
Кири́лл Я́ковлевич Кондра́тьев (14 июня 1920, Рыбинск — 1 мая 2006, Санкт-Петербург) — советский и российский геофизик, академик АН СССР (1984) и РАН (1991), заслуженный деятель науки и техники РСФСР, советник РАН, почётный доктор университетов Афин, Будапешта и Лилля. Основные труды относятся к исследованиям в области физики атмосферы, спутниковой метеорологии, атмосферной оптике, актинометрии, проблемам глобальной экологии и глобальным изменениям. Ректор Ленинградского государственного университета (1964—1970), заведующий кафедрой физики атмосферы ЛГУ и РГГМУ. Область научных интересов охватывает все проблемы устойчивого развития человеческого общества, включая последствия изменения глобального климата и разработку стратегий глобальной экодинамики. Участник Великой Отечественной войны.

## Биография
Родился в Рыбинске, семье офицера Красной армии, который в середине 1920-х годов стал гражданским инженером-строителем, в связи с чем семья переехала в Ленинград.
В 1938 году поступил на физический факультет Ленинградского государственного университета. Занятия прервала Великая Отечественная война; сражался в рядах 1-й гвардейской воздушно-десантной дивизии, после третьего ранения демобилизован. В 1946 году с отличием окончил университет по специальности «геофизика» и был оставлен на кафедре физики атмосферы ассистентом заведующего кафедрой профессора П. Н. Тверского. В 1947 году появилась его первая статья в журнале «Метеорология и гидрология», а в 1950 году вышла первая книга Кондратьева, «которая прокладывала путь сложнейшим задачам физики атмосферы и прогноза климата».
Работал в ЛГУ ассистентом (1946–1950), доцентом (1953–1956), проректором по научной работе (1956–1958), заведующим кафедрой (1958–1964), ректором (1964—1970), профессором (1970—1978).
Возглавлял отдел (1971—1982) в Главной геофизической обсерватории имени А. И. Воейкова. С 1982 года — в Институте озероведения АН СССР: заведующий сектором, заведующий лабораторией, главный научный сотрудник. В последние годы жизни — советник РАН в Санкт-Петербургском научно-исследовательском центре экологической безопасности (НИЦЭБ) РАН (1992–2006).
Ещё в 1970-х годах Кондратьев говорил, что, если исключить опасность 3-й мировой войны, то наибольшую опасность для человечества представляют стихийные и техногенные катастрофы и проблемы экологической безопасности должны иметь приоритетное значение. Именно эти вопросы стали предметом его научных интересов в течение последних пятнадцати лет его работы (с 1992) советником в Санкт-Петербургском научно-исследовательском центре экологической безопасности НИЦЭБ РАН.
Кондратьев вместе с Ола М. Йоханнессеном и другими известными учёными стал одним из организаторов международного центра по исследованиям окружающей среды и дистанционному зондированию им. Нансена (NIERSC — Nansen International Environmental and Remote Sensing Centre).
В 2000 году в честь Кондратьева, праздновавшего восьмидесятилетие, в Санкт-Петербурге был проведён Международный радиационный симпозиум.
Последовательно выступал против подписания Россией Киотского протокола, рассматривая это, в первую очередь, как инструмент политического давления на Россию и консервации её сырьевого статуса. С научной точки зрения, он считал глобальное потепление климата не подтверждённым.
Автор более 1500 научных статей и 102 монографий.

## Членство в научных обществах и редколлегиях

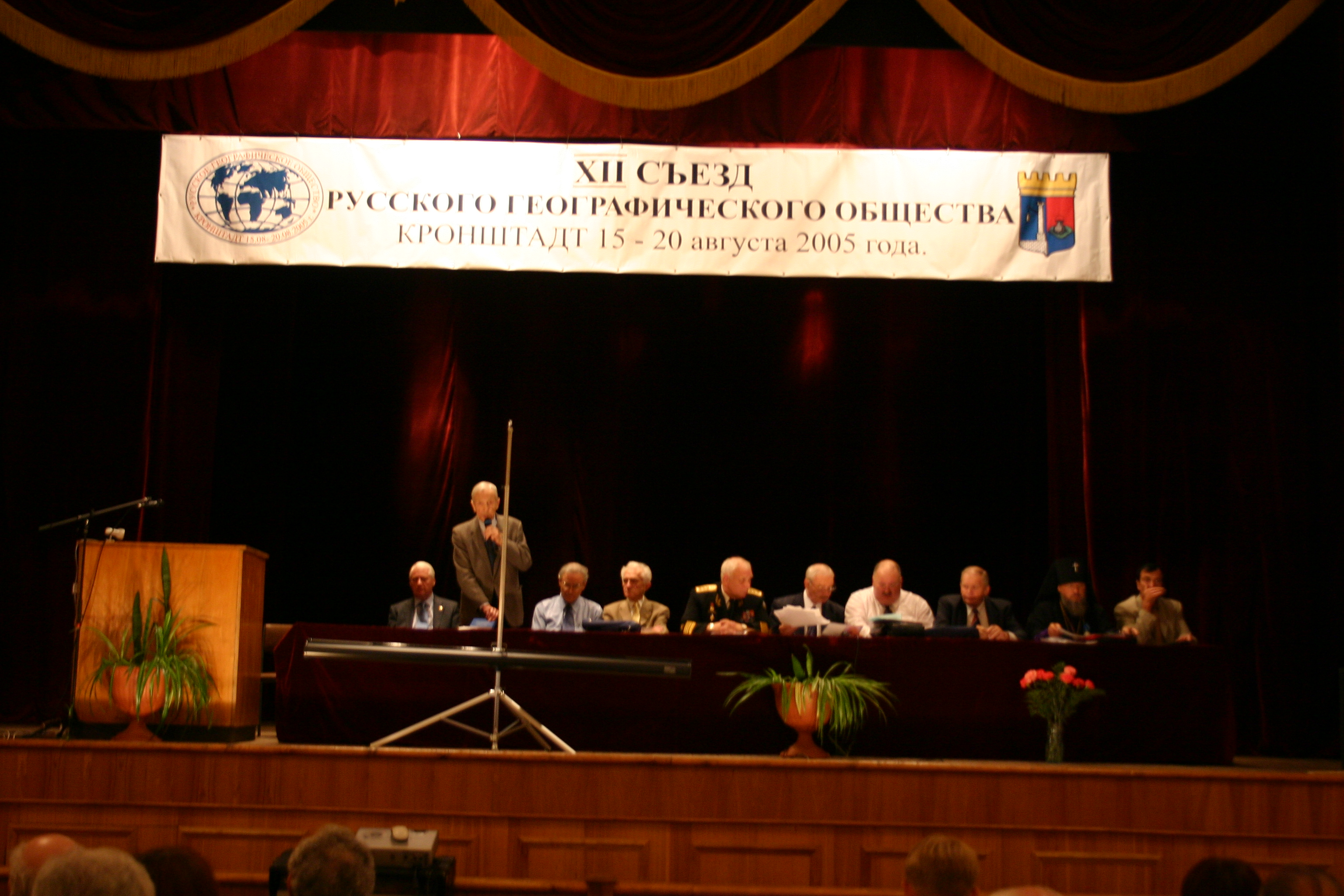
Старейший член РГО академик К. Я. Кондратьев выступает на открытии 12-го съезда РГО 15 мая 2005 года в Кронштадте